# Triplophysa shilinensis
Triplophysa shilinensis är en fiskart som beskrevs av Chen och Yang 1992. Triplophysa shilinensis ingår i släktet Triplophysa och familjen grönlingsfiskar. Inga underarter finns listade i Catalogue of Life.